# Браверман, Максим Эммануилович
Максим Эммануилович Браверман (род. 13 ноября 1966, Москва) — израильский и американский математик, педагог.

## Биография
Закончил 57-ю московскую математическую школу. Выпускник Московского физико-технического института. Окончил аспирантуру в Школе математических наук Тель-Авивского университета, где защитил диссертацию доктора философии по математике под руководством Майкла (Михаэля) Фарбера. Профессор Северо-Восточного университета в Бостоне.
Основные труды в области топологии и спектрального анализа. В 2003 году представил новое доказательство теоремы Чигера-Мюллера (Cheeger-Müller Theorem).

## Семья
Сын математика Эммануила Марковича Бравермана, брат математика Александра Бравермана.

## Публикации
- Maxim Braverman, Leonid Friedlander, Thomas Kappeler, Peter Kuchment, Peter Topalov (editors). Spectral Theory and Geometric Analysis. Провиденс: American Mathematical Society, 2011. — 216 pp.
- Clara L. Aldana, Maxim Braverman, Bruno Iochum, Carolina Neira Jimenez (editors). Analysis, Geometry and Quantum Field Theory. Провиденс: American Mathematical Society, 2013. — 258 pp.